# Lech Mrożek

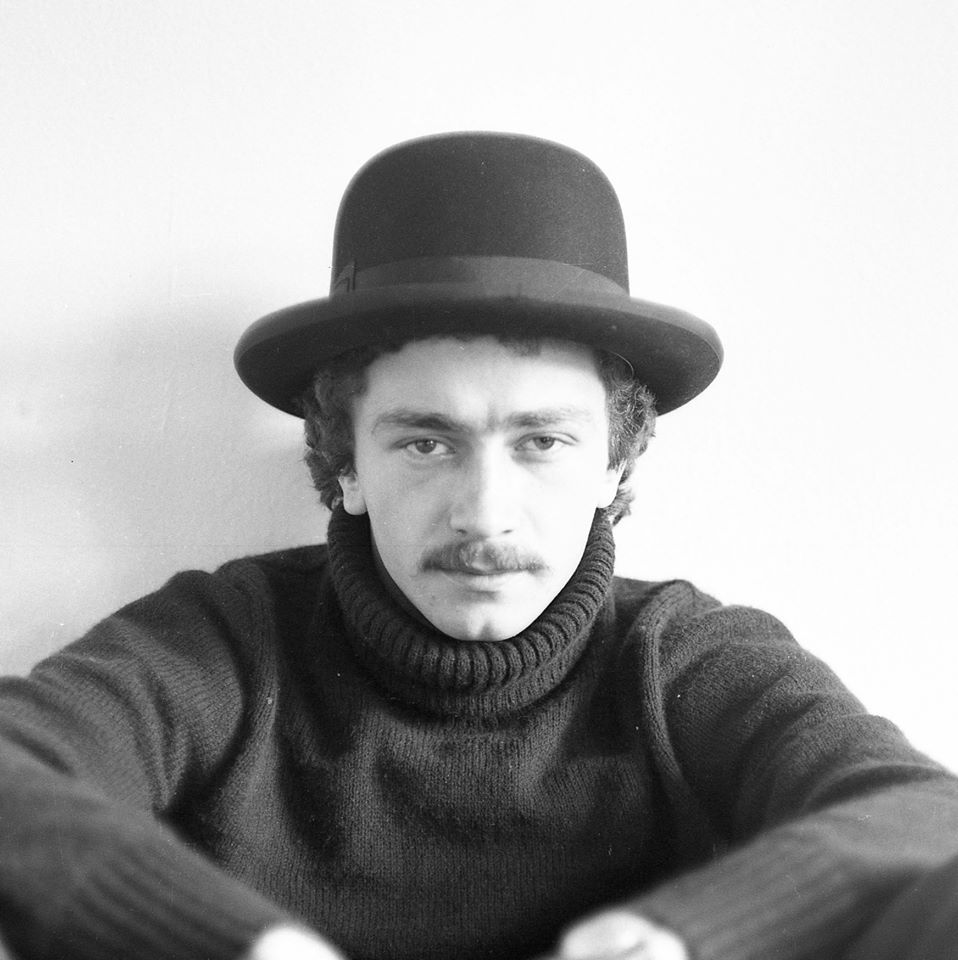
Autoportret, 1976

Lech Mrożek (ur. 10 lipca 1953 r. we Wrocławiu, zm. 27 sierpnia 2020 r. tamże) – polski artysta multimedialny, praktyk sztuki kontekstualnej.
Autor fotografii performatywnej, filmów autotematycznych (tautologicznych), instalacji, działań akcyjnych (komentarzy, demontaży, rozmów), organizator studenckiego i niezależnego ruchu artystycznego w latach 70.

## Działalność artystyczna
Studiował indywidualnym tokiem nauczania w PWSSP we Wrocławiu w latach 1972–1977 (obecnie Akademia Sztuk Pięknych im. E. Gepperta) w pracowni prof. Alfonsa Mazurkiewicza. Dyplom z malarstwa obronił u prof. Konrada Jarodzkiego, a z filmu i telewizji u prof. Leszka Kaćmy. W czasie studiów aktywnie uczestniczył w życiu artystycznym nie tylko w Polsce, ale i za granicą: był organizatorem m.in. prezentacji na Festiwalu Szkół Artystycznych w Nowej Rudzie (1974), Sympozjum F-art ’75 w Gdańsku (1975). Z Piotrem Olszańskim założył w 1975 r. Galerię Sztuki Najnowszej (GSN) w ACK „Pałacyk” we Wrocławiu (współprowadził ją w latach 1975–1979). Uczestniczył w przygotowaniach i brał udział w pierwszej wystawie „Sztuki kontekstualnej” w Lund w Szwecji (1976) – w konferencjach i wystawach „Sztuki kontekstualnej” uczestniczył do 1978.
W 1978 otrzymał stypendium twórcze Ministra Kultury i Sztuki.
Od listopada 1977 większość działań realizował pod hasłem „Czy jeszcze istnieje sztuka?”, prowokując do nowego spojrzenia na instytucjonalny system sztuki. Kontynuował formę prac rozpoczętych w „Biografii” (1977), w formie „gazetek”. W pracach po 1978 dokumentował formy zachowań, systemy wartości w różnych grupach społecznych miasta, środowisku studenckim, artystycznym, robotniczym oraz wsi. Opisywał, zapisywał, fotografował, realizował pokazy z komentarzem słownym, drukował pocztówki, plakaty, kalendarze autorskie, tworzył „Szmaty” z notatkami fotograficznymi i tekstowymi: „Mój kontekst” (1978), „Rozmowy” (1979), „Odnajdywanie” (1979). Realizował „Demontaże” (określenie artysty) i „Komentarze”, odbył cykl „rozmów”, które zrealizował w kawiarni ACK „Pałacyk”. Tworzył monumentalne komentarze na znanych obiektach we Wrocławiu: gmachu PWSSP, budynku Panoramy Racławickiej czy Muzeum Narodowego, w witrynach budynków i przestrzeni miejskiej. Publikował swoje teksty m.in. w: „Konfrontacjach”, „Integracjach”, „Studencie”, „Nurcie”. Ważniejsze wydawnictwa własne to: „Kalendarz 1977”, „Kalendarz 1978”, „Czy jeszcze istnieje sztuka?” (nakłady powielone). W 1979, wraz z Witoldem Liszkowskim, założył Centrum Sztuki Współczesnej.
Zaprzestał działalności wystawienniczej w 1981. Zajmował się projektowaniem graficznym, okazjonalnie dekoracjami w przestrzeni miejskiej oraz wystawiennictwem, m.in. prezentacje Wrocławia w Dreźnie (1985), Zaporożu (1987) i Wiesbaden (1989). Zrealizował aranżację pierwszej wystawy Ośrodka Badań Twórczości Jerzego Grotowskiego i Poszukiwań Teatralno-Kulturowych w 1990. W 1991 założył wraz z żoną Dorotą agencję reklamową „LE”, w której pełnił funkcję dyrektora artystycznego.
Wystąpił jeszcze w 1991 z „Działaniem na wilkołaka” – prezentacją adresowaną do artystów na wystawie „Nowe przestrzenie fotografii” we Wrocławiu, w 2005 na „Spotkaniu kontekstualnym” z okazji 30-lecia ruchu w galerii Entropia we Wrocławiu i w 2010 w Dolnośląskim Centrum Informacji Kulturalnej we Wrocławiu na wystawie „Sale”.
Jego dokonania były i nadal są prezentowane na wielu wystawach i pokazach dokumentujących sztukę lat, w których działał, m.in. w Muzeum Współczesnym Wrocław na wystawie Galerii Sztuki Najnowszej (2014), na wystawie „Dzikie pola. Historia awangardowego Wrocławia” przygotowanej przez Muzeum Współczesne Wrocław w ramach programu Europejskiej Stolicy Kultury Wrocław 2016, która prezentowana była w: Zachęcie – Narodowej Galerii Sztuki (2015), Kunsthalle / Hala umenia w Koszycach (Słowacja, 2015), Kunstmuseum w Bochum (Niemcy, 2016), MSU Museum of Contemporary Art w Zagrzebiu (Chorwacja, 2016).
Wciąż inspiruje młodych twórców.
Priorytety jego sztuki to – sztuka tu i teraz, działania poza układem komercji sztuki, rozmowa jako sztuka.

## Wybrane cykle i prace

### Filmy
- Godzina W (1974)
- Testy (1975–1976)
- Przygotowanie kamery (1975)
- Obrót (1975)
- 3x10 (1975)
- Kolekcje (1975–76)
- Projection (1976)
- Personifikacja (1976)
- No identyfying! (1976)
- Realacje (1976)
- Mój punkt widzenia nie jest Twoim punktem widzenia (1977)

### Fotografia
- The sound photography (1972–1973)
- Measurements (1973–1975)
- Intervention (1973–1974)
- Relations (1974)
- Rzeczywistość (1975)
- Another (1975)
- Size (1975–76)
- Kontekstual art (1975–1976)
- No identyfying! (1976)
- Mój punkt widzenia nie jest Twoim punktem widzenia (1977)
- Puste–Pełne (1979–81)
- Bez komentarza (1981)

### Wideo
- Relacje (1976)
- This time describe another situations (1976)

### Pokazy slajdów
- Collection in red (1975)
- This place describe another situations (1976)
- Mój punkt widzenia nie jest twoim punktem widzenia (1977)

## Wybrane wystawy i wystąpienia
- Polish Avangarde, Gallery of Students Centre (Zagrzeb, 1974)
- Kino młodych (Rzeszów, 1976 i 1977)
- Mój punkt widzenia nie jest Twoim punktem widzenia, Galeria Sztuki Najnowszej (Wrocław, 1977)
- Stany graniczne fotografii (Katowice, 1977)[6]
- Fotografia – medium sztuki (Wrocław,1977)
- Biografia, Galeria Labirynt (Lublin, 1977)
- Czy jeszcze istnieje sztuka?, Galeria Sztuki Najnowszej (Wrocław,1977, 1978, 1979)
- Fotografia konceptualna wschodniej Europy (Eidhoven, 1978)
- I’am, International Artists Meeting w galerii Remont (Warszawa, 1978)
- Ogólnopolskie Biennale Młodych, BWA (Sopot 1978)
- Mój kontekst, Mała Galeria ZPAF (Warszawa, 1979)
- Sztuka ekstremalna, granice świadomości, BWA (Poznań, 1979)
- Sztuka jako rewolta kulturowa, Galeria Maximal Art (Poznań, 1979)
- Prezentacje ’79, BWA (Wrocław, 1979)
- Co robią?, Filharmonia Wrocławska (Wrocław, 1979)
- Człowiek wśród ludzi, Kongres Upowszechniania Kultury Plastycznej CSW (Wrocław, 1979)
- Works and words (Amsterdam, 1979)
- Sztuka faktu, BWA – w przestrzeni miejskiej (Bydgoszcz, 1980)
- Od kontemplacji do agitacji, Międzynarodowe Biennale Grafiki, BWA (Kraków, 1980)
- Komentarz – w przestrzeni miejskiej (Wrocław, 1981)
- Nowe zjawiska w sztuce polskiej lat siedemdziesiątych, BWA (Sopot, 1981)
- Performance: Galeria Nowa (Poznań, 1981); Klub Robotniczy „Jedynka” (Wrocław, 1981)

## Galeria

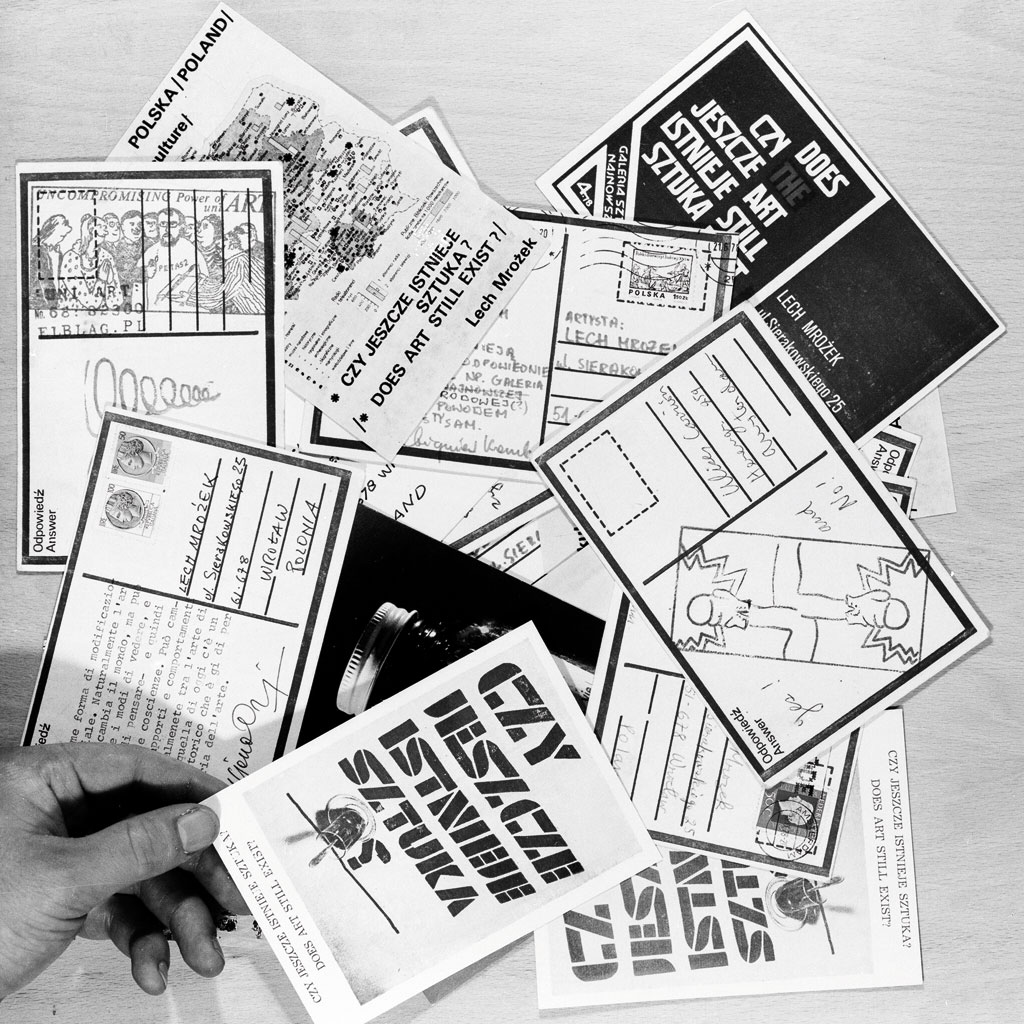
„Czy jeszcze istnieje sztuka?”, 1978
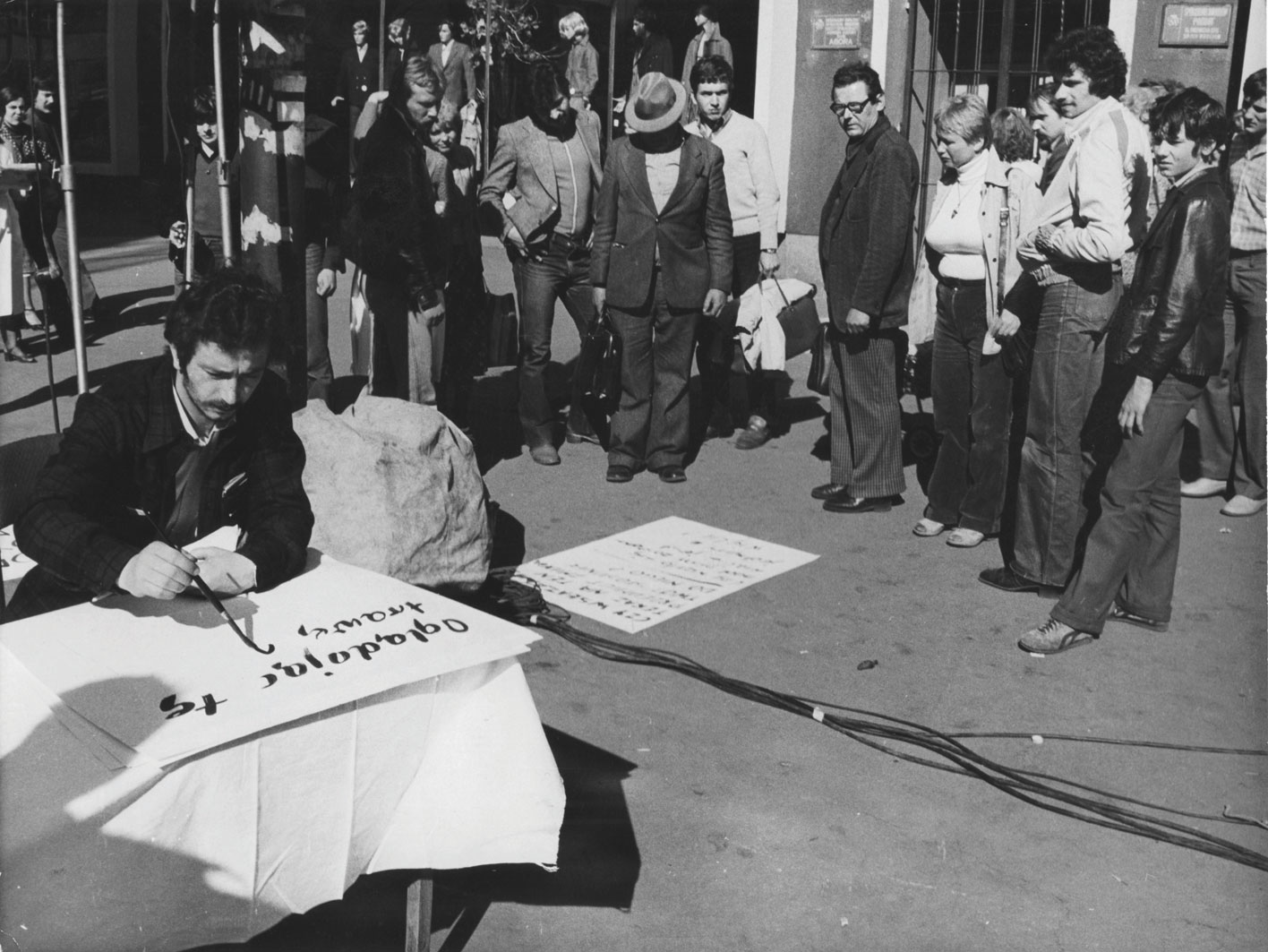
„Komentarz”, 1979
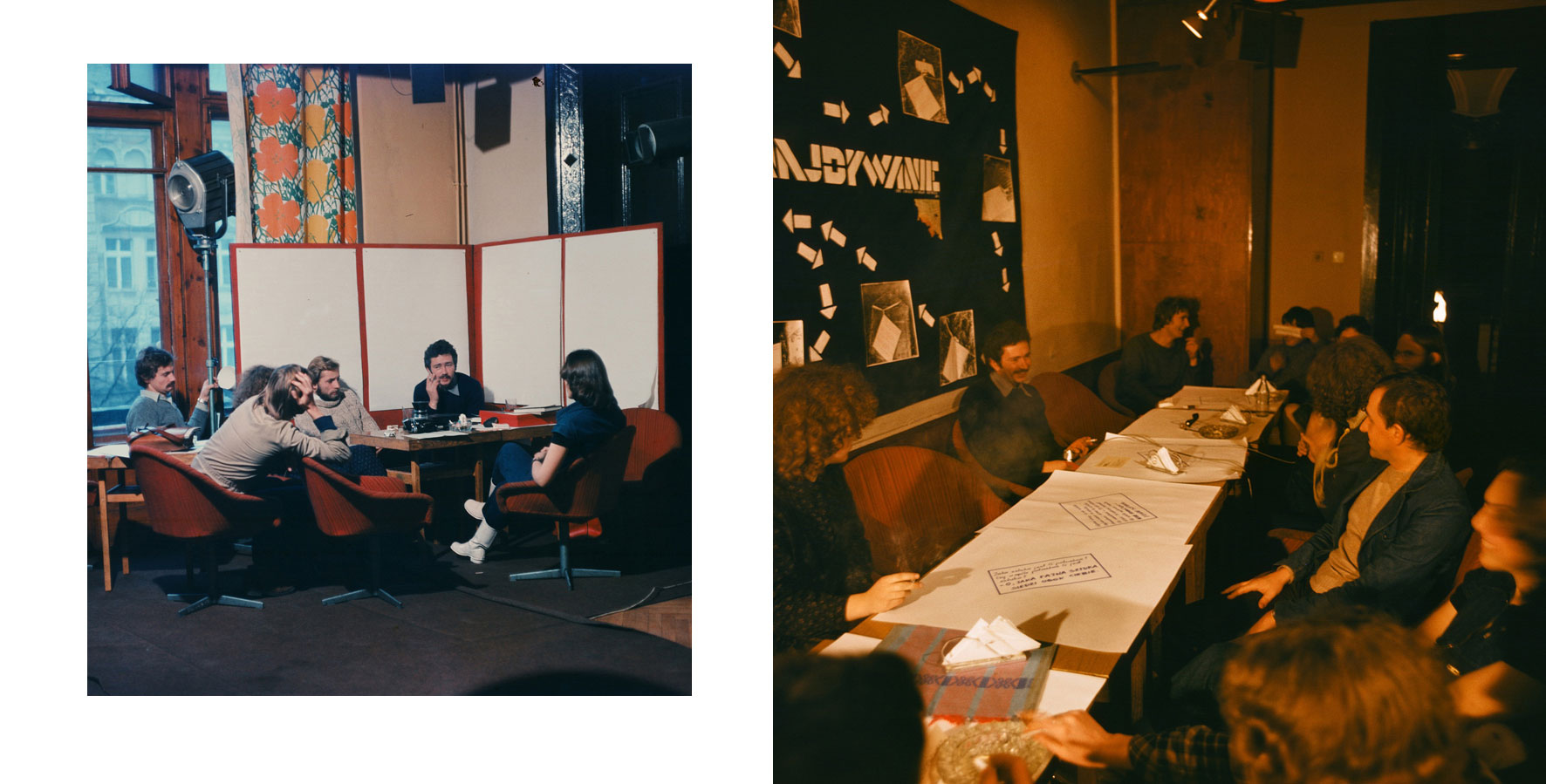
„Rozmowy”, 1979–1981
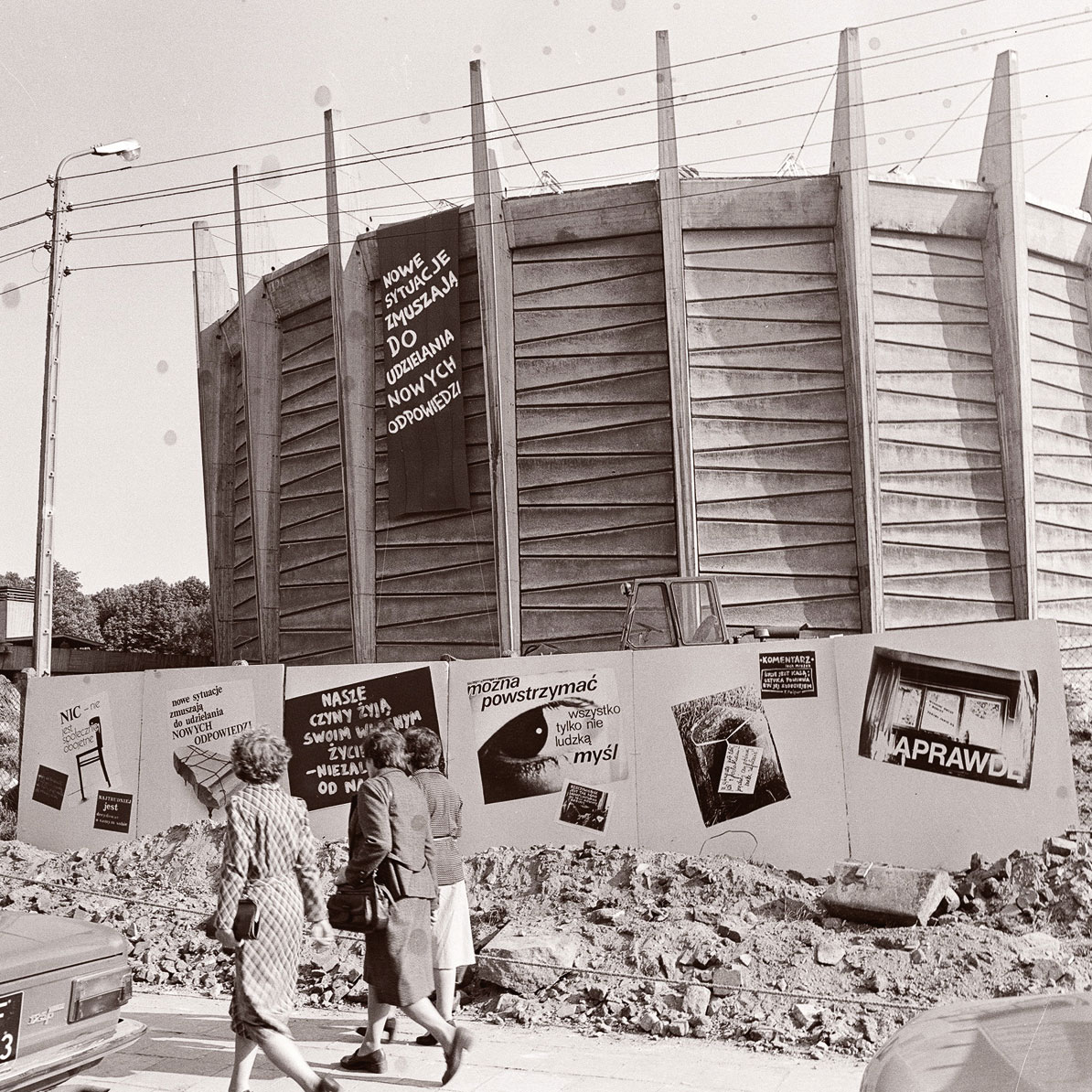
„Komentarz”, 1980